# Рабство в Стародавньому Єгипті

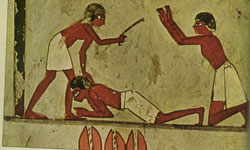
Биття рабів

Рабство в Стародавньому Єгипті — частина соціально-економічних відносин Стародавнього Єгипту. Рабами ставали полонені, боржники та злочинці. Єгипетське рабство почало розвиватися з часів утворення держави, набувши розвитку за Нового царства[джерело?]. Рабство набуло апогею[джерело?] в період еллінізму за правління в Єгипті династії Птолемеїв.

## Історія

### Зародження
З'явилося під час розвитку сільської громади як форма відшкодування боржниками. Згодом раби стали частиною патріархальної родини. При цьому рабство не досягло розвитку часів античності. Воно являло лише форму підневільної праці. Існувало також кабальне рабство, коли член громади міг продати себе та членів своєї родини храму або знатному чи заможному єгиптянину на певну кількість років або пожиттєво. Платнею була їжа та дах над головою.
З початком військових походів виникло нове джерело для рабства. Під час воєн між племенами переможці захоплювали бранців. Спочатку не було сенсу змушувати їх працювати: все, що полонений міг добути своєю працею, пішло б на його утримання. Тому полонених в Єгипті вбивали і називали «вбиті». Коли праця людей стала продуктивнішою внаслідок удосконалення знарядь, бранців почали залишати в живих. Зазвичай їх, як і іншу військову здобич, забирали собі фараон та інші знатні єгиптяни. Їх стали називати «живі вбиті». Тема бранців часто зустрічається в образотворчому мистецтві часів Раннього царства, де вказується на захоплення десятки тисяч рабів. Втім цих бранців не перетворювали на рабів так, як це робили наприклад греки. На думку дослідників, їх селили окремо від вільних фараонових підданих, надававши звання підневільних та своєрідних патріархальних слуг фараона (при цьому полонені отримували єгипетські імена). Останніх він міг дарувати храмам для обслуги.
Тривалий час застосування рабської праці у великих проєктах було обмеженим. Їх здійснювали корінні єгиптяни, які виконували трудову повинність. Це було своєрідним оподаткування усього простого населення як на місцевому так і на загальнодержавному рівні.
Єгиптологам невідомо жодного достовірного випадку застосування рабської праці поза сферою домашнього господарства в період Давнього царства. Провідним сектором в економіці Давнього царства було господарство знаті з числа власне єгиптян, де працювали залежні слуги. Така ж ситуація продовжувала існувати за часів Середнього царства. Разом з тим зароджується спадкове та боргове рабство.

### Розвиток
У період Нового царства через наявність сильної армії кількість рабів у Єгипті збільшилася. В поєднані з кабальним, борговим та спадковим рабством все це сприяло потужному розвитку рабовласництва.
В результаті рабовласницькі відносини проникли майже в усі верстви єгипетського суспільства. Рабами володіли навіть люди скромного суспільного становища: пастухи, ремісники, торговці. Дрібні рабовласники використовували своїх невільників не лише для особистих послуг, але і як безпосередніх виробників.
Бракує відомостей щодо використання іноземних рабів у державному і царському господарствах. На зображенні часу Тутмоса III показано, як полонені виготовляють цеглу і кладуть стіни під наглядом наглядачів, озброєних палицями.

## Раби та їх права
У період з Давнього до Середнього царства включно раби («баку») вважалися людьми, стояли під заступництвом законів, мали свою законну родину і власність, могли укладати угоди та складати заповіти. З часів VI династії до них використовувався термін «моя власність» (jssw).
Храмові й державні раби відрізнялися випаленим клеймом з печаткою державного органу (відомства), якому вони належали. Вони були організовані на кшталт військового поселення або на кшталт колонії, діяли під орудою власник очільників та під власним прапором. Втім раби храмів жили в гірших умовах, ніж державні та власне раби фараонів.
Зі збільшенням полонених, що стали рабами, в часи Нового царства погіршилося ставлення до них. Речовим доказом звірячого поводження з підневільної робочої силою може слугувати важке пужално (ручка батога), знайдене біля поминального храму цариці Хатшепсут. У той же час рядового землероба-єгиптянина від посадженого на землю раба відрізняла тільки відносна свобода; він забепзечував свого господаря, але не був його «річчю».
У приватних господарствах ставлення до рабів було набагато гуманніше, ніж в економічно розвиненіших стародавніх суспільствах, що пояснюється збереженням патріархального рабства, яке передбачало інтеграцію раба в громаду.

## Слуги
Безпосередніми виробниками матеріальних благ переважно було корінне населення країни. З ними поводилися не як з рабами. Численні єгипетські терміни приблизно відповідають поняттям «слуга» або «прислуга»: «слухняні призову», кравчі — «убау» (це слово писали з визначником «посуд» або просто ієрогліфом «глечик»), і «шемсі». Останнє слово зображувалося складним ієрогліфом, що складається з довгої палиці з загнутим кінцем, згорнутою і перев'язаною ременем циновки і маленької волоті.
«Шемсі» супроводжував свого господаря при виходах. Коли той деінде зупинявся, шемсі розгортав і стелив рогожу, брав в руку довгу тростину, а іншою рукою час від часу помахував волотю. Таким чином, господар міг зі зручностями приймати керуючих і вислуховувати звіти. Інший шемсі носив за ним сандалі. Коли господар зупинявся, він витирав йому ноги і взував його. Кравчі прислужували під час їжі. Вони накривали на стіл, завжди були поруч з господарем, вислуховували довірчі визнання, могли вчасно щось підказати, про щось нагадати. Кравчі фараона брали участь у всіх великих процесах і розслідуваннях.
Всі перераховані слуги були вільними людьми. Вони могли піти від господаря, зайнятися ремеслом або придбати житло. І, якщо дозволяли кошти, в свою чергу, найняти собі слуг.
Проте господарство (храмове, аристократичне, заможне) мало багато спільного з рабовласницьким виробництвом, оскільки безпосередні виробники працювали в примусовому порядку і за допомогою хазяйського інвентарю.
В державі існували «царські хемуу» (зазвичай перекладається як «раби», «слуги»), робочі, але вони не були рабами в традиційному розумінні. Царські хемуу охоплюють майже усе експлуатоване корінне населення Єгипту. Вони становили основну масу трудящого населення і були «рабами» або «слугами» не свого безпосереднього пана, а фараона. Після досягнення певного віку, хемуу розподілялися за професіями, ставали хліборобами, ремісниками, вояками. Хемуу працювали в царських і храмових господарствах, приватні господарства представників знаті також набирали працівників з їх числа.
Їх застосовували під час військових кампаній, у гірничодобувній промисловості, при розробки кар'єрів, будівництві пірамід та інших будівельних проектах для держави. Хемуу платили заробітну платню в залежності від їхнього рівня кваліфікації та соціального статусу. Саме вони будували піраміди фараонів, зокрема найвідоміші піраміди Хеопса, Хефрена, Мікерина.